# 934
| Calendário gregoriano                                                        | 934 CMXXXIV                                          |
| Ab urbe condita                                                              | 1687                                                 |
| Calendário arménio                                                           | 383 – 384                                            |
| Calendário bahá'í                                                            | -910 – -909                                          |
| Calendário budista                                                           | 1478                                                 |
| Calendário chinês                                                            | 3630 – 3631 Início a 19 de janeiro (aproximadamente) |
| Calendário copta                                                             | 650 – 651                                            |
| Calendário etíope                                                            | 926 – 927                                            |
| Calendários hindus - Vikram Samvat - Calendário nacional indiano - Cáli Iuga | 989 – 990 855 – 856 4034 – 4035                      |
| Calendário Holoceno                                                          | 10934                                                |
| Calendário islâmico                                                          | 322 – 323                                            |
| Calendário judaico                                                           | 4694 – 4695                                          |
| Calendário persa                                                             | 312 – 313                                            |
| Calendário rúnico                                                            | 1184                                                 |
| Calendário solar tailandês                                                   | 1477                                                 |

934  (CMXXXIV, na numeração romana) foi um ano  comum, do século X do Calendário  Juliano, da Era de Cristo, teve início a uma  quarta-feira, terminou também a uma quarta-feira, e a sua letra dominical foi E (52 semanas).
No território que viria a ser  o reino de Portugal estava em vigor a Era de César que já contava  972 anos.
| Ano completo                        |
| ----------------------------------- |
| Ano comum com início à quarta-feira |

## Mortes
- Guterre Mendes, nobre portucalense (n. 865).